# Евфеме
Евфеме (J LX) — естественный спутник Юпитера.

## Открытие
Евфеме была обнаружена 5 февраля 2003 года группой астрономов из Гавайского университета под руководством Скотта Шеппарда. Сообщение об открытии сделано 4 марта 2003 года. При открытии он получил временное обозначение S/2003 J 3. Более поздние наблюдения не смогли вновь найти спутник и он считался потерянным. И лишь в 2017 году группа Шеппарда вновь смогла его зафиксировать.
5 октября 2017 года открытие было признано МАС и спутник получил постоянный номер Jupiter LX, но так и остался безымянным. В феврале 2019 года первооткрыватели организовали в Твиттере сбор предложений по наименованию открытых ими спутников.
20 августа 2019 года спутнику было присвоено название Евфеме, в честь персонажа древнегреческой мифологии Евфемы — дочери Гефеста и Аглаи, внучки Зевса.

## Орбита
Евфеме совершает полный оборот вокруг Юпитера на расстоянии в среднем 20 224 000 км за 583,88 дней. Орбита имеет эксцентриситет 0,1969. Наклон ретроградной орбиты к локальной плоскости Лапласа 147,5°. Принадлежит к группе Ананке.

## Физические характеристики
Диаметр Евфеме составляет около 2 км. Плотность оценивается 2,6 г/см³, так как спутник состоит предположительно из преимущественно силикатных пород. Очень тёмная поверхность имеет альбедо 0,04. Звёздная величина равна 23,4m.